# Parque Municipal Summit
El Parque Municipal Summit es un jardín botánico y zoológico de aproximadamente 50 hectáreas de extensión total (de las cuales 50% corresponden al jardín botánico), que se encuentra en las afueras de Ciudad de Panamá, corregimiento de Ancón, km. 18 carretera Gaillard que conduce a la población de Gamboa.

## Historia
Se creó en 1923 por parte de la antigua compañía del Canal de Panamá, como la Granja experimental Summit, para probar la adaptación de especies de plantas de diferentes partes del mundo al clima tropical de Panamá. 
Esta fue la puerta de entrada en el continente americano de la teca.
En la década de 1960 se establece dentro del Botánico un pequeño zoológico que se ha ampliado poco a poco, teniendo hoy en día alrededor de 300 animales.
Uno de los atractivos del zoológico es el Águila harpía, considerada el ave nacional de Panamá. 
En 1979 en virtud de los tratados Torrijos-Carter, el jardín pasa a ser administrado por panameños, bajo el MIDA-RENARE, como parte del Parque nacional Soberanía.
El área que comprende este parque, se traspasa a la administración de la Alcaldía de Panamá, en 1985 y de esta forma se crea el Parque Municipal y parte del reconvertido en un Jardín Botánico transformándose en un centro de investigación para el desarrollo de la biología tropical y de la horticultura.

## Colecciones
El jardín botánico incluye una representación de especies de plantas provenientes de países tropicales y subtropicales de todo el mundo, así como las especies nativas de Panamá. 
Tienen una especial representación las plantas, árboles y otras que fueron introducidas, así como las propias de Panamá, que tienen usos beneficiosos para el hombre, ya sea como alimentos, medicinas, material para construcción y ornamentales.
Dentro de este parque podemos de igual forma encontrar, una pequeña muestra de aves, reptiles, mamíferos y plantas.